# Philadelphia Freeway
Philadelphia Freeway è l'album in studio d'esordio del rapper statunitense Freeway, pubblicato il 25 febbraio del 2003 e distribuito dalla Roc-A-Fella. La maggiore hit proveniente dall'album, il singolo Flipside, che prevede la collaborazione di Peedi Crakk, è stato anche inserito nella colonna sonora del film Bad Boys II, uscito nello stesso anno. Principalmente prodotto da Just Blaze, vede la partecipazione di Jay-Z (anche produttore esecutivo), Beanie Sigel, Nate Dogg, Nelly, Faith Evans e Snoop Dogg. La prima traccia bonus dell'album è la canzone You Got Me tratta dall'album Charmbracelet di Mariah Carey. Inoltre, tra i produttori spiccano anche Bink! e Kanye West.
Il sito aggregatore di recensioni Metacritic vota l'album con 74/100. Robert Christgau gli assegna una stella, giudicandolo un prodotto appena positivo: «roba [da] "vittima del ghetto" nella sua versione più aggiornata.»
| Recensione        | Giudizio    |
| ----------------- | ----------- |
| AllMusic          | [ 3 ]       |
| RapReviews        | [ 4 ]       |
| Rolling Stones    | [ 5 ] [ 1 ] |
| USA Today         | [ 6 ]       |
| Robert Christgau  | *           |
| Q                 | [ 1 ]       |
| Stylus Magazine   | [ 1 ]       |
| The Village Voice | [ 1 ]       |
| The A.V. Club     | [ 1 ]       |
| Spin              | [ 1 ]       |

## Tracce
Missaggio di Young Guru, Brian Stanley (traccia 3), Doug Wilson (tracce 5 e 11), Pat Viala (traccia 8), Manny Marroquin (tracce 10 e 14) e Ken Lewis (traccia 15).
1. Free – 3:25 (Just Blaze)
2. What We Do... (featuring Beanie Sigel & Jay-Z) – 3:49 (testo: Dwight Grant, Shawn Carter, Justin Smith)
3. All My Life (featuring Nate Dogg) – 5:31 (testo: Nathaniel Hale, Roosevelt Harrell III – musica: Bink!)
4. Flipside (featuring Peedi Crakk) – 3:57 (testo: Smith, Pedro Zayas – musica: Just Blaze)
5. On My Own (featuring Nelly) – 4:09 (testo: Smith, Cornell Haynes Jr. – musica: Just Blaze)
6. We Get Around (featuring Snoop Dogg) – 3:56 (testo: Calvin Broadus, Smith – musica: Just Blaze)
7. Don't Cross the Line (featuring Faith Evans) – 4:02 (Just Blaze)
8. Life (featuring Beanie Sigel & M.A.J.) – 4:32 (testo: Grant, Melvin Carter – musica: Ruggedness, Eric Johnson (basso, chitarra, co-prod.))
9. Full Effect (featuring Young Gunz) – 4:51 (testo: Smith, Chris Ries, H. Mohammad – musica: Just Blaze)
10. Turn Out the Lights (Freewest) (featuring Sean Anthony Francis) – 3:59 (Kanye West)
11. Victim of the Ghetto (featuring Rell) – 5:13 (Bink!)
12. You Don't Know (in the Ghetto) (featuring Omilio Sparks & Alaine Laughton) – 4:14 (Black Key)
13. Alright (featuring Allen Anthony) – 5:24 (testo: Smith, Allen Anthony – musica: Just Blaze, Gee Roberson (co-prod.))
14. Hear the Song (featuring Torrey Torae) – 3:35 (Kanye West)

Durata totale: 60:37
Tracce bonus
1. You Got Me (featuring Jay-Z & Mariah Carey) – 5:12 (testo: Carter, Mariah Carey, Smith – musica: Just Blaze)
2. Line 'Em Up (featuring Young Chris) – 4:47 (testo: Smith, Ries – musica: Just Blaze)

## Classifiche

### Classifiche settimanali
| Classifica (2003)         | Posizione massima |
| ------------------------- | ----------------- |
| Stati Uniti               | 5                 |
| US Top R&B/Hip-Hop Albums | 3                 |

### Classifiche di fine anno
| Classifica (2003)         | Posizione massima |
| ------------------------- | ----------------- |
| Stati Uniti               | 192               |
| US Top R&B/Hip-Hop Albums | 38                |